# 釜隧道
釜隧道（かまトンネル）是長野縣松本市從安曇的中之湯通往上高地的必經之路。隧道前方是国道158号往西面（安房隧道方面的一個急轉彎，釜隧道是長野縣24號縣道，上高地公園綫的一部分。
釜隧道名字的由來是因爲流經此處的梓川的水蒸氣不斷向上蒸發像煮沸的鍋子一般。

## 簡介
- 旧釜隧道在大正末期就開始修建。當時完全依靠手工挖掘，1933年（昭和8年）完工。全長大約520米。是露出岩壁的狹長而又彎曲的隧道。
- 到昭和初期爲止隧道在冬季存放凍死的登山者遺体，一直到積雪融化的春夏之交才運往松本市。
- 此後由於來上高地遊玩的觀光者不斷增加，爲了汽車的通行對隧道的鋪裝和照明設備進行改造。
- 即便如此隧道寬度仍然只有4.3米，而且隧道的最大坡度為16.5%，為減小坡度隧道内部被建為之字形。由於狹窄隧道只能交替等候通行，隧道兩頭安裝有紅綠燈，有時候甚至要等待15分鈡之久。同時隧道對車身高度也有限制因此還開發了『上高地專用』的巴士。
- 1999年（平成11年）9月，釜隧道附近發生大範圍泥石流壓倒了隧道兩頭設置的鐵製阻雪板。上高地同外界完全隔離，遊客一時間無法下山。雖然砂石被清除能步行通過隧道然而汽車在此後很長時間無法通過。這個事件成爲作出修建新隧道的契機，2001年2月新隧道正式動工建設。首先修建了原先隧道的替代部分（全長605米）于2002年8月建成，這段綫路和旧隧道連接使汽車能夠通行。然後在上部重新造了一條新隧道稱爲釜上隧道，于2005年7月完成。釜上隧道和之前的部分合成新的釜隧道。現在釜隧道有兩根車道和人行道，全長1,310米，高4.7米。坡度也減小為10.9%。無須單向等候行駛，雙層巴士也可通行。

## 其他
- 隧道對私車通行有限制，只能通過規定車輛。詳細請參考上高地。
- 隧道下方入口有專門人員指揮交通。

## 關聯項目
- 松本電鉄巴士
- 心靈場所
- 松本市
- 高山市
- 上高地
- 穗高岳